# Exoprosopa mozambica
Exoprosopa mozambica är en tvåvingeart som beskrevs av Hesse 1956. Exoprosopa mozambica ingår i släktet Exoprosopa och familjen svävflugor. Inga underarter finns listade i Catalogue of Life.